# Veliki Radić
Veliki Radić (szerbül: Велики Радић) falu Bosznia-Hercegovinában, a Bosznia-hercegovinai Föderáció Una-Szanai kantonjában, Bosanska Krupa községben.

## Fekvése
Bosznia-Hercegovina északnyugati részén, Bihácstól légvonalban 14, közúton 19 km-re keletre, Bosanska Krupa központjától légvonalban 9, közúton 14 km-re délnyugatra fekvő dombos területen fekszik. A falu egy karsztmedencében található. A Gomile-hegyről nézve a karsztsíkságon egy kis medence látható, amely enyhén lejt a Vučijak-forrás és patak, valamint az Una és a Krušnica-folyók összefolyása felé. A falut az Oštrelj (942 m), a Mali Tubar (870 m), a Škrbin Vrh (891 m), a Begluk (704 m), a Jezero és a Martinac Grmeč csúcsai határolják. A Drenovo Tijesno településen át, ahol a régi út vezet, 7 csúcs van egy kanyarban az Una felé. A falu domborzata három részből áll: Brda, az említett csúcsok magaslatain, lankáin és rétjein; Polje, a medence alján és Tuk, ahol egy egész sor kis átmérőjű víznyelő található. A víznyelőkben eltűnő víz az Una irányában, a Crni jezero barlangi forrásában bukkan elő. A település meglehetősen vízhiányos. Határában csak három forrás van: a Lisičijak, a Tukovača és a Gruborovo vrelo. A falu egy része 50-200 m-es házcsoportokra oszlik. Hasonlóképpen van ez Tukban, ahol a házcsoportok szétszórva vannak a víznyelő fölött. Polje felett található a település egy félreeső része, amit Beronjska Varošnak hívnak. A Dreno Tijesnón át Krupára és Bihácsba vezető régi út mellett van egy templom, egy paplakás, egy iskola, egy erdészház, és egy kocsma. A likai telepesek érkezése után több családi ház épült a falu átszelő út közelébe. A falunak ez a része egyre inkább útmenti településtípusúvá válik.

## Népessége
| Nemzetiségi csoport | Népesség 1991 | Népesség 2013 |
| ------------------- | ------------- | ------------- |
| Szerb               | 377           | 133           |
| Bosnyák             | 0             | 0             |
| Horvát              | 0             | 0             |
| Jugoszláv           | 0             | 0             |
| Egyéb               | 3             | 0             |
| Összesen            | 380           | 133           |

## Története
A régészeti leletek tanúsága szerint területe már a történelem előtti időkben is lakott volt. A határában emelkedő Glavica nevű domb platóján őskori erődített település maradványai találhatók.
A falu neve családnévi eredetű. A „Radich” név szerepel az 1693 és 1696 között elpusztított helyek listáján. A Pećina melletti teraszon egy „Crkvina” nevű épület nyomai fedezhetők fel. Nem állapítható meg, hogy a török hódítás előtti középkori templom, vagy valamilyen római épület volt-e; valószínűleg mindkét korszakban ott állt. Beširević Brdót ugyancsak „Crkvinának” hívják, de ott nem volt templom, hanem csak egy Spasovdani (a Megváltó napja) imahely volt. Beronjska Varošnál, a „Čungar” nevű hely körül egy vizesárok látható, mely egykori várra utalhat. A Lonina Kosa útjánál feljebb a régi település nyomai is felismerhetők. A Grmeč-hegység lejtői alatt, Grmuše és Veliki Radić falvak között is volt egy templom, amelynek alapját a hagyomány szerint Stojan Janković fektette le. 1875-78-ban a törökellenes felkelés idején leégett, majd az osztrák-magyar megszállás után a jelenlegi helyén építettek újat helyette.

## Gazdaság
A lakosság főként mezőgazdasággal és állattenyésztéssel foglalkozik. Híres volt a radići búza. Olyan fehér volt tőle a torta, mint a hó, és pitének is kiválóan volt nyújtható. Régen a bihácsi piacon drágábban adták el a pékeknek. Több kézműves is volt a faluban és sokan dolgoztak Amerikában, ahonnan pénzt küldtek haza.

## Nevezetességei
Őskori erődített település maradványai a Glavica-dombon. A település alacsony, szabálytalan vonalvezetésű sáncai mintegy 280 méter hosszúságban határolják a domb platóját. Az erődítménynek két bejárata és a keleti oldalon alsó vára is volt.